# ミンホ
ミンホ（本名:チェ・ミンホ、朝: 최민호、英: Choi Minho、1991年12月9日 - ）は、韓国の歌手、俳優。アイドルグループSHINeeのメンバー。2008年5月25日に韓国でデビューし、2011年6月22日に日本デビュー。身長181cm、B型。
日本語での名前の表記はミンホだが、朝鮮語の読み方はミノである。

## 生い立ち
1991年、男二人兄弟の次男として生まれる。父は韓国の元プロサッカー選手で、サッカー指導者のチェ・ユンギョン。
子どもの頃の夢は父と同じサッカー選手だったが、「家族の後光を受けてはいけない」という考えから父からはサッカー選手になることを猛反対され、サッカー選手の夢を諦めかけていたところ、事務所からスカウトを受けた。父からは芸能界の道に進むことも最初は反対されたが、許しを得るため成績が10位以内に入るまで猛勉強し説得した。兄は韓国の名門ソウル大の体育科出身で、ミンホの負けず嫌いな性格は、子どもの頃から勉強も運動も兄にはかなわなかったことが影響していると語る。
建国大学付属高校、建国大学校芸術学部映画専攻、建国大学校芸術デザイン大学院映画演技専攻卒業。

## 略歴
グループ活動についてはSHINee#来歴へ。

### 初期の活動

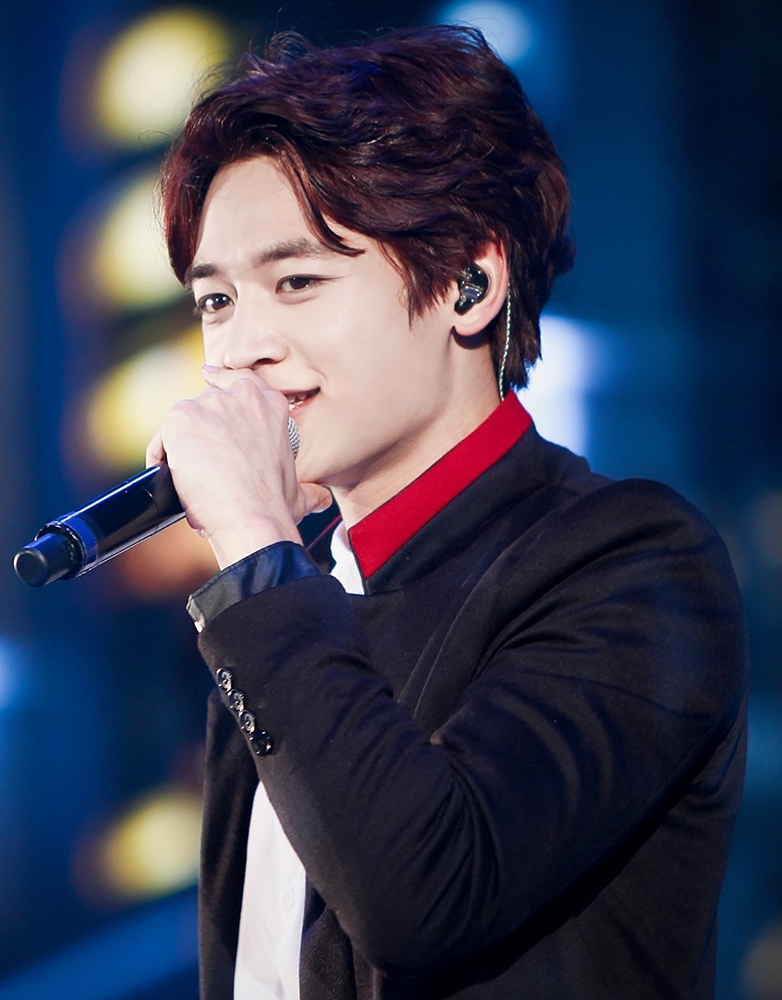
SMTOWN Week（2013年）

中学1年のときに家族でスキー場にいたところをスカウトされ、好奇心でオーディションを受け合格しSMエンタテインメントの練習生となる。
デビュー前からモデルとして活躍し、2008年3月、ハ・サンベクのソウルコレクションに出演した1か月後、SHINeeのメンバーに選ばれ、5月25日にデビューを果たす。
2010年10月、MBC『ショー! 音楽中心」のMCに抜擢された。
2011年のシングル「JULIETTE」の収録曲「Kiss Kiss Kiss」の日本語ラップ詞の作詞を手掛ける。
2014年、在学していた建国大学の「2014 建国大学入学選考案内」の広報モデルを務めた。同年、少女時代のユナとともにユニセフ韓国委員会の「ユニヒーロー」キャンペーン広報使節に任命された。
2015年にはMBC Entertainment Awards(2015 MBC放送芸能大賞)」のミュージックトークショー部門で人気賞を受賞。

### 2010年-2018年：俳優活動

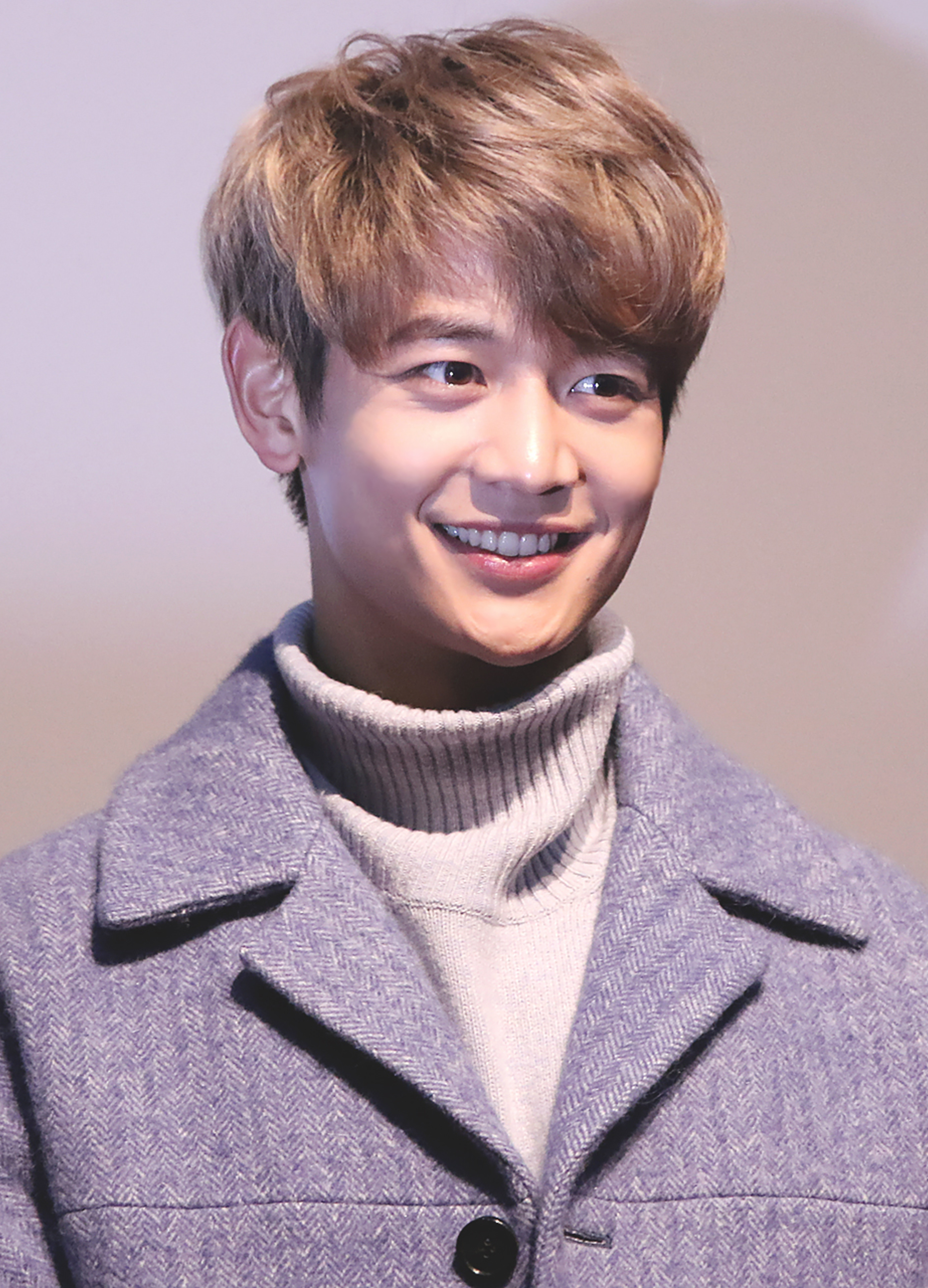
2016年11月『Derailed』会見

2010年、KBSドラマスペシャル『ピアニスト』で俳優デビュー。以降、俳優としても活躍。
2012年『サンショウウオと恋まじない』で連続ドラマ初主演。　日本のドラマのリメイク版である『花ざかりの君たちへ』にカン・テジュン役で出演し、SBS演技大賞でニュースター賞を受賞。2013年『メディカル・トップチーム』で医療ドラマに初挑戦した。
2016年5月、映画『ケチュン御婆』でスクリーンデビューを果たし、11月にはマ・ドンソクと共演したクライムアクション『アンダードッグ 二人の男』で映画初主演を果たす。12月から2017年2月にかけて、パク・ソジュン、パク・ヒョンシク、BTSのVらと共演した青春時代劇ドラマ『花郎』に出演。8月にはJTBCオンラインドラマ『恋するダイアリー』で主演を務める。この年、SHINeeでの人気と俳優としての活躍を認められ、インドネシアで開催されたIndonesian Television Awardsで特別賞を韓国人として初受賞した。
2018年、カン・ドンウォン主演のアクションサスペンス映画『人狼』ではアクション俳優さながらの激しい演技を見せた。

### 2019年-2020年：兵役・活動休止
軍隊入隊目前の2019年3月28日、デビュー後初のソロ曲『I'm Home』を発表し、初の単独アジアファンミーティングを開催した。4月に韓国の軍隊の中でも最も厳しいとされる海兵隊に自ら志願し入隊する。入隊期間中の2019年9月、朝鮮戦争中の仁川上陸作戦を描いた主演映画『長沙里9.15』が公開。第40回黄金撮影賞映画祭の審査委員特別賞を受賞する。

### 2020年-：活動復帰後
2020年、先に入隊し除隊したオンユ、キーに続き、11月15日にミンホも除隊し、入隊せず一人で活動を続けていたテミンとともにSHINeeのメンバーが2年ぶりに揃う姿を公開した。自身の誕生日である12月9日には個人の公式Instagramを開設した。
2021年1月、ドラマ『都会の男女の恋愛法』で物語終盤のキーマンとなる警察官役として特別出演し活動復帰を果たす。
2022年12月6日、ミニアルバム『CHASE』でソロデビューを果たす。
2024年1月、ソウルで初めての単独ファンコンサートを開催。5月にはパシフィコ横浜国立大ホールにて日本でも初のファンコンサートを開催した。

## 人物・エピソード
ニックネームは、"炎のカリスマ"。
趣味・特技は、サッカー、バスケットボール、スポーツ全般、日本語。
座右の銘は「いつも謙虚でいよう。」
スポーツ番組では抜群の運動神経を発揮し、「韓国を代表する体育アイドルランキング」男子部門では1位に輝いている。
東方神起のチャンミン、SUPER JUNIORのキュヒョンととても仲が良く、「ギュライン」の一員として知られる。東方神起のチャンミン曰く、「ミンホは一言でいうと単純で深く考えない。」
2006年から2007年にかけてSHINeeのメンバーや事務所の練習生と中国へ短期語学留学した時のルームメイトはEXOのリーダー・スホだった。

## 作品

### ミニアルバム
- CHASE (2022年)

### デジタルシングル
- I'm Home (그래)（2019年）
- Heartbreak（2021年）
- Romeo and Juliet（2022年、日本語曲）
- Falling Free（2022年、日本語曲）
- Stay for a night（2024年）

### MV
- UNICEF Imagine Project "Imagine"

### DVD
- 「サンショウウオ導師と恋まじない」(2012年)[21]
- 「花ざかりの君たちへ」(2013年)
- 「メディカル・トップチーム」(2016年)
- 「花郎」(2017年)

### 参加曲
- 「Get Down」(2009年)　KEY&ミンホ Feat.ルナ(f(x))
- 「Imagine」(2016年) UNICEF #IMAGINE project

## 出演

### 映画
- 君が描く光（2016年）[22]
- アンダードッグ 二人の男（2016年）[45]
- 人狼（2018年）[46]
- ときめき♡プリンセス婚活記（2018年）[47]
- 長沙里9.15（2019年）
- ニューノーマル（2023年）

### ドラマ
- ピアニスト（2010年、KBS） - オ・ゼロ（오제로）役[18]
- サンショウウオ導師と恋まじない（2012年、SBS） - ミンヒョク（민혁）役[20]
- 花ざかりの君たちへ For You Full Blossom（2012年、SBS） - 主演：カン・テジュン 役[22]
- メディカル・トップチーム（2013年、MBC） - 主演：キム・ソンウ 役[22]
- 初めてだから（2015年、OnStyle） - 主演：ユン・テオ役[48]
- おひとりさま～一人酒男女～（2016年、tvN） - ミンホ役（特別出演）[49][50]
- Mrs. Cop 2（2016年、SBS）[51]
- 花郎（2016年-2017年、KBS） - キム・スホ役[52]
- 気がつけば18/恋するダイアリー（2017年、JTBC/WEB） - 主演：ギョンフィ役[26]
- 世界でもっとも美しい別れ（2017年、tvN） - チョン・ジョンス役
- 都会の男女の恋愛法（2021年、kakaoTV・Netflix） - オ・ドンシク 役（特別出演）[53]
- ユミの細胞たち（2021年、tvN） - ウギ 役（特別出演）[54]
- ソルム（2021年、KakaoTV）- 主演：フン役[55]
- ザ・ファビュラス（2021年、Netflix）- チ・ウミン役
- 家いっぱいの愛（2024年、JTBC） - ナム・テピョン役

### バラエティ番組
- スクールバラエティ 百点満点 第1期(2010年-2011年、KBS)[56]
- スターキング（2010年、SBS）
- ドキドキインド（2015年、KBS）[57]
- 出発！ドリームチーム2（2009年、KBS）[58]
- 開かれたTV視聴者の世界（2012年、SBS）[59]
- 出発ドリームチーム（2012年、KBS）[60]
- 強心臓（2012年、SBS）[61]
- スターキング（2012年、SBS）[62]
- ランニングマン（2012年、SBS）
- ホドン＆チャンミンの芸・体・能～めざせ！ご当地スポーツ王～ 芸体能（2013年、KBS）[63]
- スターダイビングショー スプラッシュ（2013年、MBC）[64]
- ランニングマン（2014年、SBS）[65]
- アイドルフットサルW杯（2014年、MBC）[66]
- ハンスター芸能人バスケットボール大祭典（2015年、MBC SPORTS＋）[67]
- ドキドキインド（2015年、KBS2）[68]
- 芸能街中継（2015年、KBS2）[69]
- 無限に挑戦（2015年、MBC）[70]
- アブノーマル会談（2015年、JTBC）[71]
- 1対100（2015年、KBS2）[72]
- 脳セク時代（2016年、tvN）[73]
- アイドル祭り（2016年、TV朝鮮）[74]
- 芸能街中継（2016年、KBS2）[75]
- 1泊2日（2016年、KBS2）[76]
- 私に残った48時間（2016年、tvN）[77]
- 芸能街中継（2017年、KBS2）[78]
- スーパーマンが帰ってきた（2017年、KBS2）[79]
- パッケージで世界一周（2017年、JTBC）[80]
- 一食ください（2017年、JTBC）[81]
- テレビ芸能（2017年、SBS）[82]
- アブノーマル会談（2017年、JTBC）[83]
- マスターキー（2017年、SBS）[84]
- モーニングワイド（2018年、SBS）[85]
- 線を超える奴ら（2018年、MBC）[86]
- 意外なQ（2018年、MBC）[87][88]
- 知ってるお兄さん（2018年、JTBC）[89]
- 冷蔵庫をお願い（2018年、JTBC）[90]
- 清潭Keyチン（2018年、JTBC4）[91]
- 驚きの土曜日（2018年、tvN）[92]
- 芸能街中継（2019年、KBS2）[93]
- みにくいうちの子（2021年、SBS）[94]
- アイドルスター選手権大会（2021年、MBC）[95]
- ジャングルの法則-開拓者たち（2021年、SBS）[96]
- スーパーマンが帰ってきた（2021年、KBS2）[97]
- 驚きの土曜日（2021年、tvN）[98]
- 探してほしい！ホームズ（2021年、MBC）[99]
- 屋根部屋の問題児たち（2021年、KBS2）[100]
- 食客ホ・ヨンマンの白飯紀行（2021年、TV朝鮮）[101]
- 集まれば打つ（2021年、JTBC）[102]
- 歩いてチケッティング（2023年、TVING、tvN）

### MC
- ショー! 音楽中心（2013年4月20日-2015年11月14日、MBC）[103][13]
- ハッピーサンデー－マンマミーア（2013年、KBS 2TV）[104]
- 第28回ゴールデンディスクアワード（2014年）[105]
- ラジオスター（2015年、MBC）[106][107]
- 2016大韓民国 大衆文化芸術賞（2016年）[108]
- 第22回富川ファンタスティック映画祭（2018年）[109]
- ショー！音楽中心（2018年、MBC）[110]
- 2018 MBC歌謡大祭典（2018年、MBC）[111]
- ショー！音楽中心（2021年、MBC）[112]

### ラジオ
- チェ・ファジョンのパワータイム（2013年、SBSパワーFM）[113]
- イ・スジの歌謡広場（2018年、KBSクールFM）[114]
- ムン・ヒジュンのミュージックショー（2018年、KBSクールFM）[115]
- カン・ハンナのボリュームを上げて（2021年、KBSクールFM）[116]
- BEST CHOICE（2021年、NEVER NOW）[117]

### MV
- VNT「Sound (Ye Ye Ye)」(2010年)[118]
- 少女時代「Gee」韓国版(2009年)[119]、日本版(2011)[120]
- ROMEO「MIRO」(2016年)[121]

### ファッションショー
- 第9回世界知識フォーラム記念アンドレ・キムデザイナーファッションショー（2008年）[122]
- ハ・サンベク「2008/09 F/W Pret-a-Porter Busan」（2008年）
- ハ・サンベク「ソウルコレクション 08-09F/W」（2008年）
- ハ・サンベク「ソウルコレクション09 S/S」（2008年）[123]
- 2012秋季ソウルファッションウィーク（2012年）[124]
- 2013春季ソウルファッションウィーク（2013年）[125]
- GUCCI 2017年秋冬コレクションファッションショー（2017年）[126]
- パリファッションウィーク（2018年）[127]
- COS 2024年春夏コレクションファッションショー（2024年）

### 広告
- Our home Rice Pasta(2013年)[128][129]
- SKテレコム（2013年）[130]
- MKk K'hawah Coffee  (2016年)
- ANDEW（2017年）[131]
- Flywalk（2017年）[132]
- Ballantine's（2022年）

### 広報大使
- 建国大学(2010年-2015年)[133]
- ユニセフ UNIHEROキャンペーン(2014年)[134]

## 雑誌
- 「COSMOPOLITAN」2012年5月号[135]
- 「VOGUE girl」2012年8月号[136]
- 「W KOREA」2012年12月号[137]
- 「NYLON」2015年11月号[138]
- 「VOGUE」2016年5月号[139]
- 「@Star1」2016年11月号[140]
- 「HIGH CUT」2016年11月17日発売[141]
- 「HIGH CUT」2016年12月20日発売[142]
- 「Maire Claire」2017年2月号[143]
- 「HIGH CUT」2017年5月4日発売[144]
- 「Allure Korea」2017年7月号[145]
- 「BAZZAR」2018年6月号[146]
- 「Esquire」2018年8月号[147]
- 「W KOREA」2018年10月号
- 「Harper's Bazzar」2018年11月号[148]
- 「marie claire」2019年4月号[149]
- 「ELLE」2019年5月号[150]
- 「GQ KOREA」2021年2月号[151]

## 賞とノミネート

### 受賞
- 2010年「SBS芸能大賞 ニュースター賞」（『スターキング』）
- 2012年「SBS演技大賞 新人俳優賞」（『花ざかりの君たちへ For You Full Blossom』）[152]
- 2012年「SBS演技大賞 ベストカップル賞 with ソルリ」（『花ざかりの君たちへ For You Full Blossom』）

- 2014年「MBC Entertainment Awards 人気賞」[153]
- 2014年「MBC Entertainment Awards ミュージックトークショー部門人気賞」[17]
- 2017年「Indonesian Television Awards 特別賞」 [154]
- 2018年「アジアアーティストアワード 演技賞」
- 2021年「第40回ゴールデン撮影賞授賞式 男性部門審査員特別賞」[155]

### ノミネート
- 2013年「MBC演技大賞 新人俳優賞」（『メディカル・トップチーム』）[156][157][158]
- 2014年「百想芸術大賞 TV部門新人俳優賞」（『メディカル・トップチーム』）
- 2016年「大鐘賞 新人俳優賞」
- 2017年「大鐘賞 新人俳優賞」[159]